# ゲルバー橋
ゲルバー橋 (Gerber bridge）は、片持ち部を有する橋梁。英語からカンチレバー橋（かんちればーきょう、英: cantilever bridge）とも呼ばれる。

## 概要

ゲルバー橋の各部の呼び方。各径間のうち固定されている側は定着径間（碇着径間、anchor arm, anchor span）。空中に突き出ている側は片持ち径間（cantilever arm, cantilever span）。2つのカンチレバーアームの間の部分は吊径間（suspended span）。

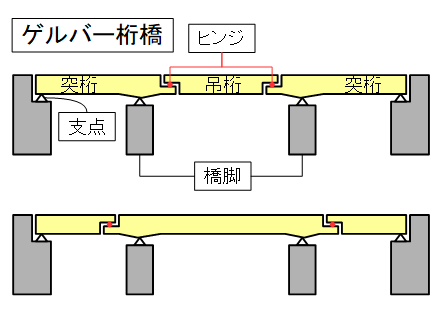
ゲルバー橋桁の構造を示したイラスト

ゲルバー橋は側径間から片持ち径間を張り出し、それにより吊径間を支持している構造である。片持ち桁と吊桁はヒンジによって連結されている。連続橋では曲げモーメントが中間支点付近では負、支点中央では正となり、その中間では0に近い領域がある。この部分にヒンジを用いても応力状態は連続橋と同等とみなせる。このため、連続橋同様に長支間に適用できる。主構造が桁橋のものはゲルバー桁橋、トラス橋のものはゲルバートラス橋と呼ばれる。
ゲルバー橋の利点は、連続桁構造と異なりヒンジを用いて静定構造としたため、コンピューターが普及していない時代にも不静定構造の設計を回避でき、また、橋脚上の支点沈下の影響を受けにくいため良く採用された。日本においてはヒンジ部の維持管理性、走行性に問題を抱え、また耐震性に難があることなどから鋼橋・コンクリート橋とも1965年（昭和40年）以降採用例が減少しており、現代では新設されることはほとんどない。ゲルバー橋のヒンジ部では応力集中が起こりやすく、そのため鋼材の亀裂やコンクリートのひび割れが生じやすい。このため日本では、1993年（平成5年）の道路橋示方書改訂において活荷重が改訂された際に弱点部を補強することが行われた。
ゲルバー橋はハインリッヒ・ゲルバーが1867年に考案した。
- ゲルバー桁橋の例（言問橋）
- ゲルバー橋の原理の実演。
右から、ジョン・ファウラー、渡邊嘉一、ベンジャミン・ベイカー（英語版）。
- ゲルバートラス橋の解体。建設と逆の順序で分解される。（2014年のサンフランシスコ - オークランドベイブリッジの東区間の解体。次の工程でアンカーアームも解体するので、その下に一時的な支えが設置されている。）

## 具体例
世界の支間長順のゲルバー橋の例
1. ケベック橋（カナダケベック州、1919年） 1,800フィート (549 m)
2. フォース橋（スコットランドフォース湾、1890年）1,710フィート (521 m)
3. 港大橋（大阪市、1974年) 1,673フィート (510 m)

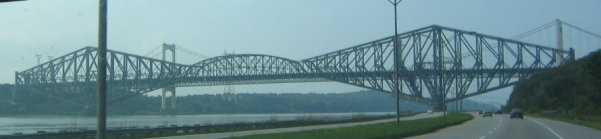
ケベック橋
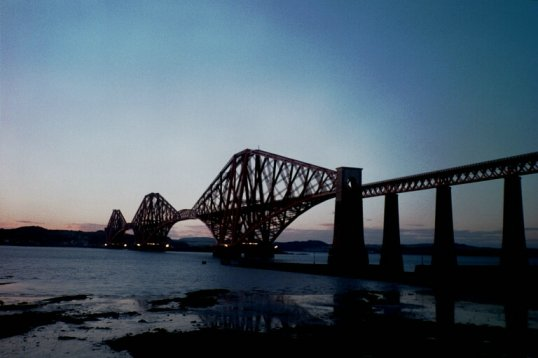
フォース橋
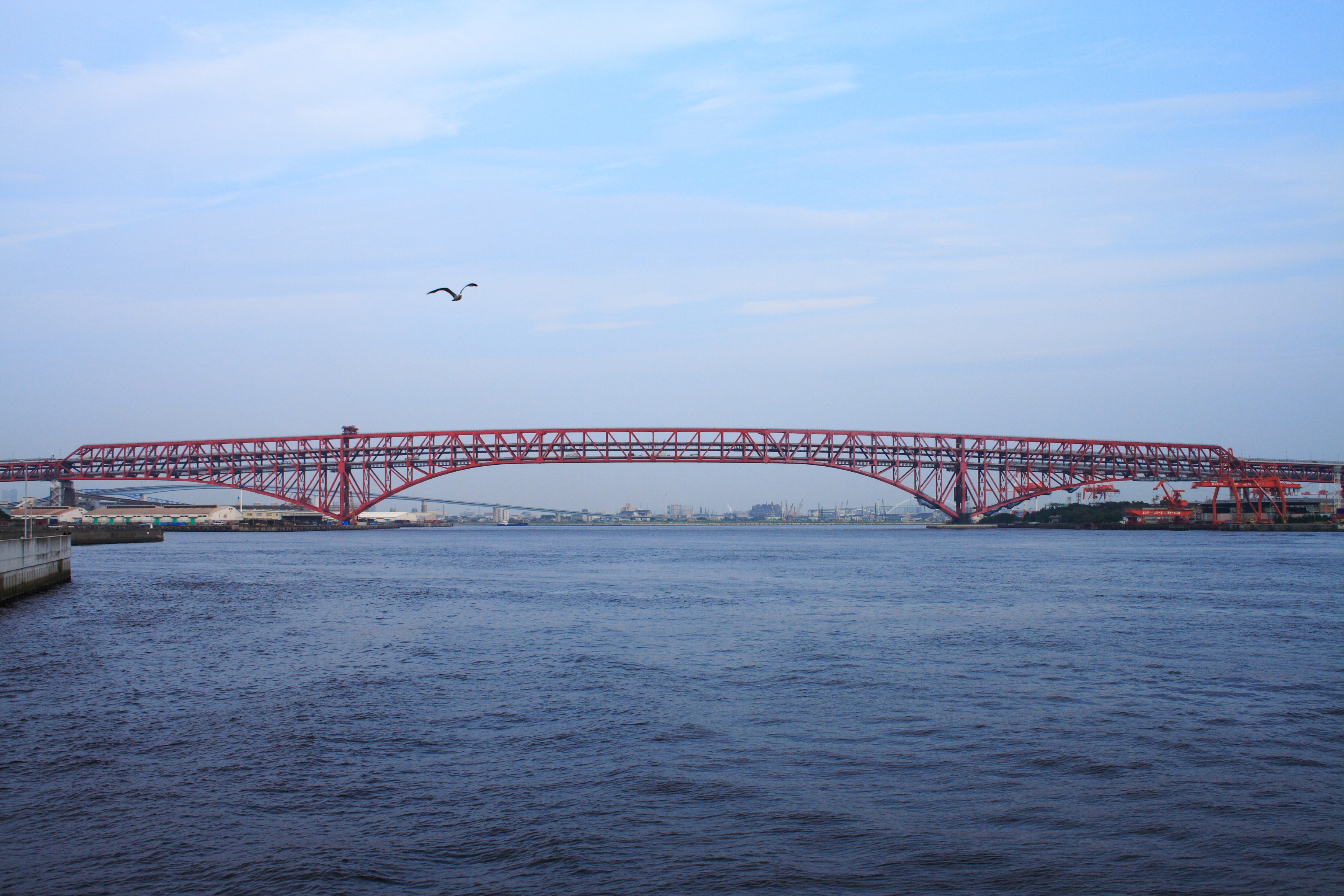
港大橋（大阪市）

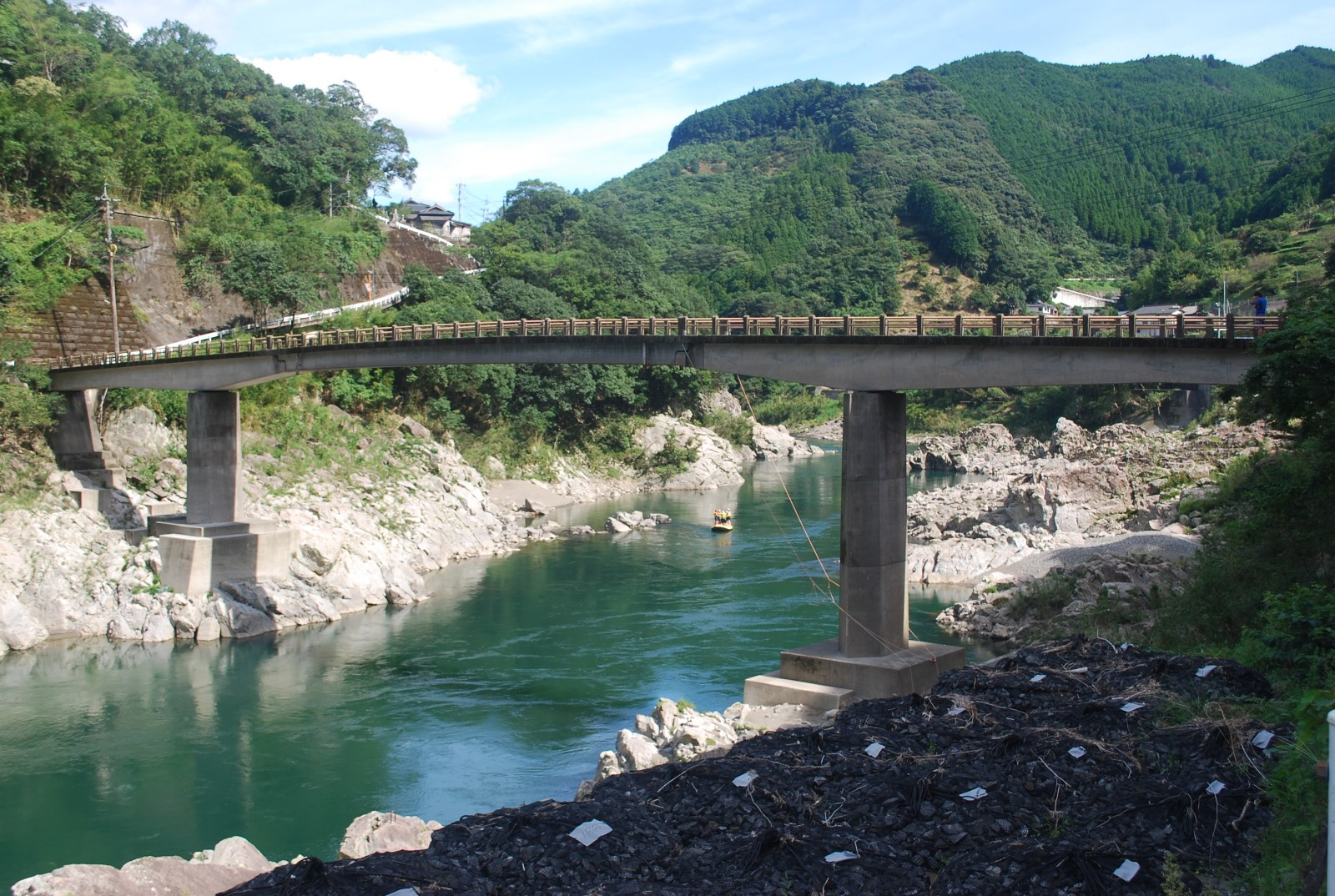
松本橋（現存せず） - PCゲルバー桁橋
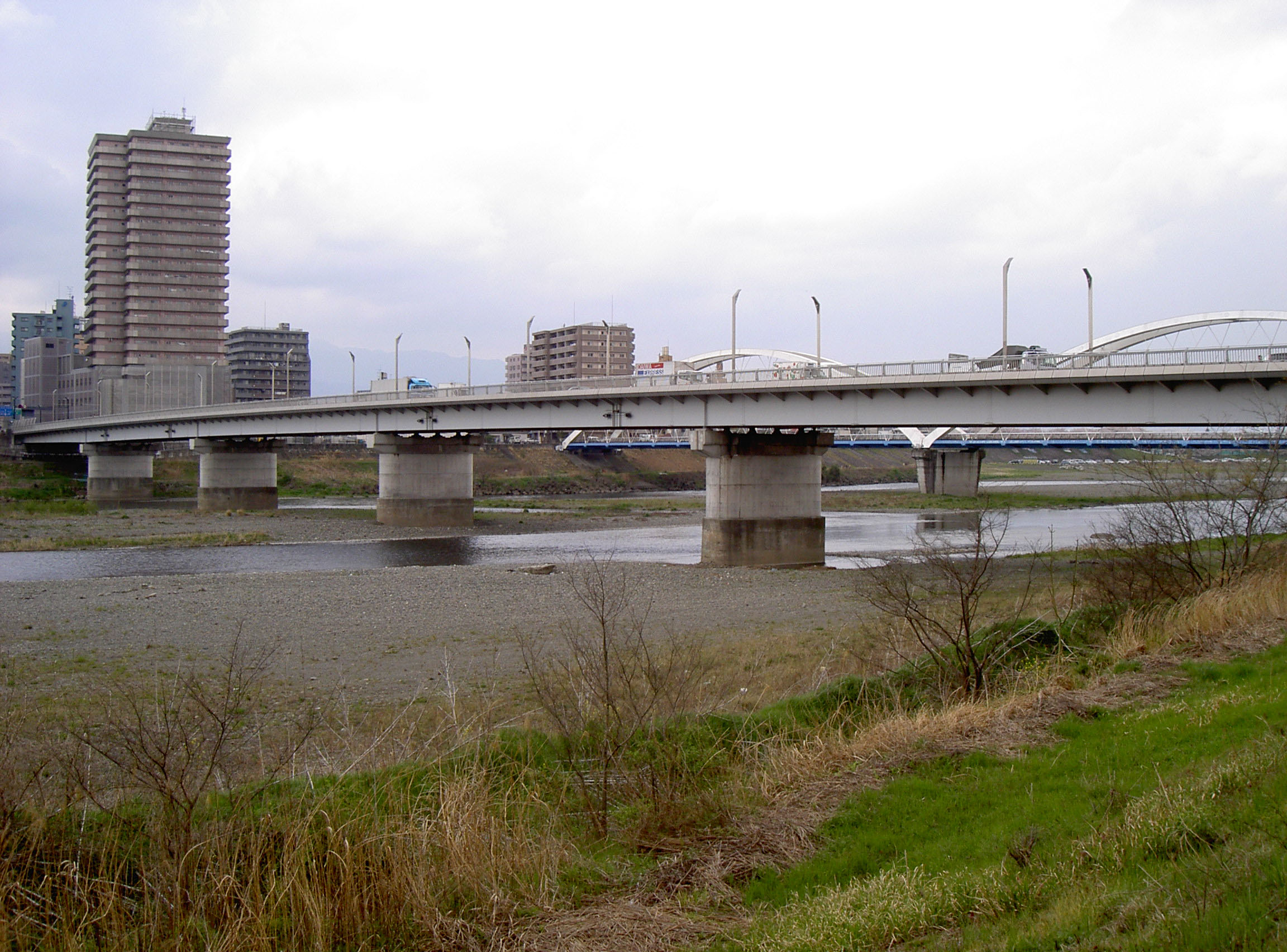
相模大橋 - 5径間鋼ゲルバー桁橋
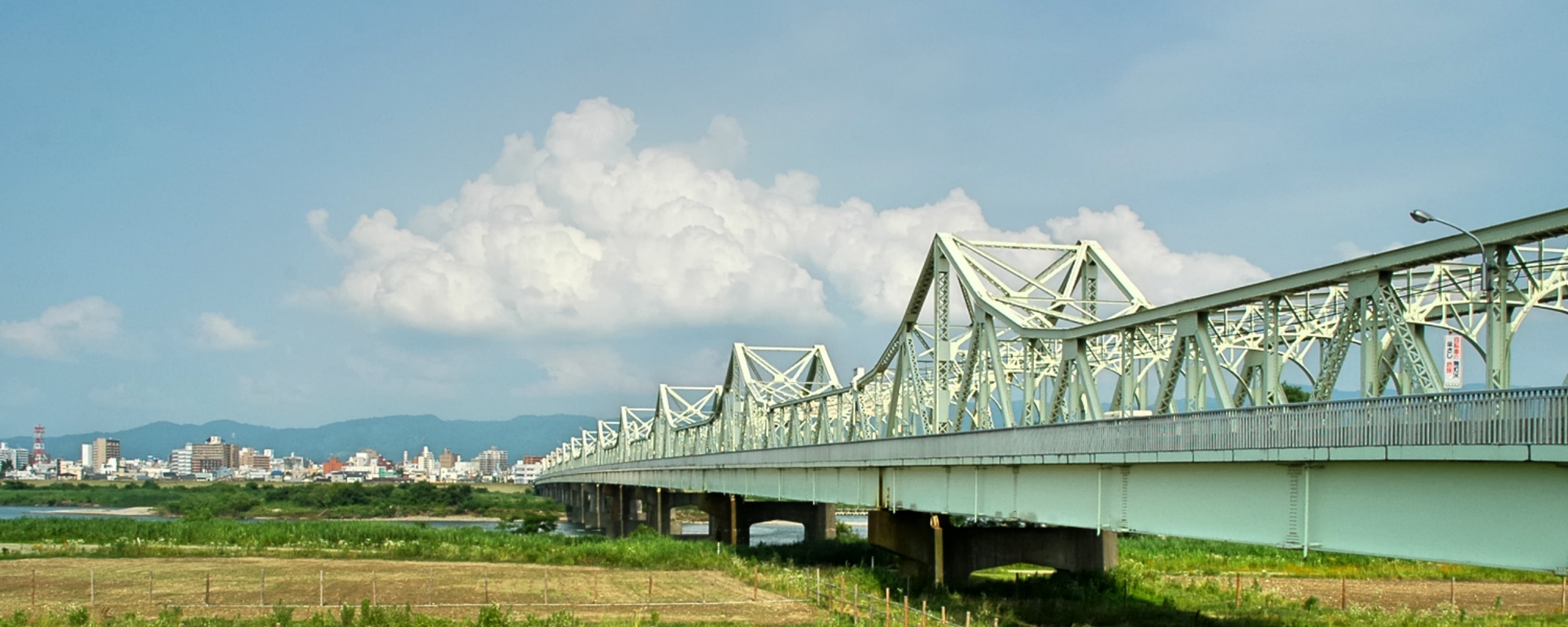
長生橋 - 13径間ゲルバートラス橋
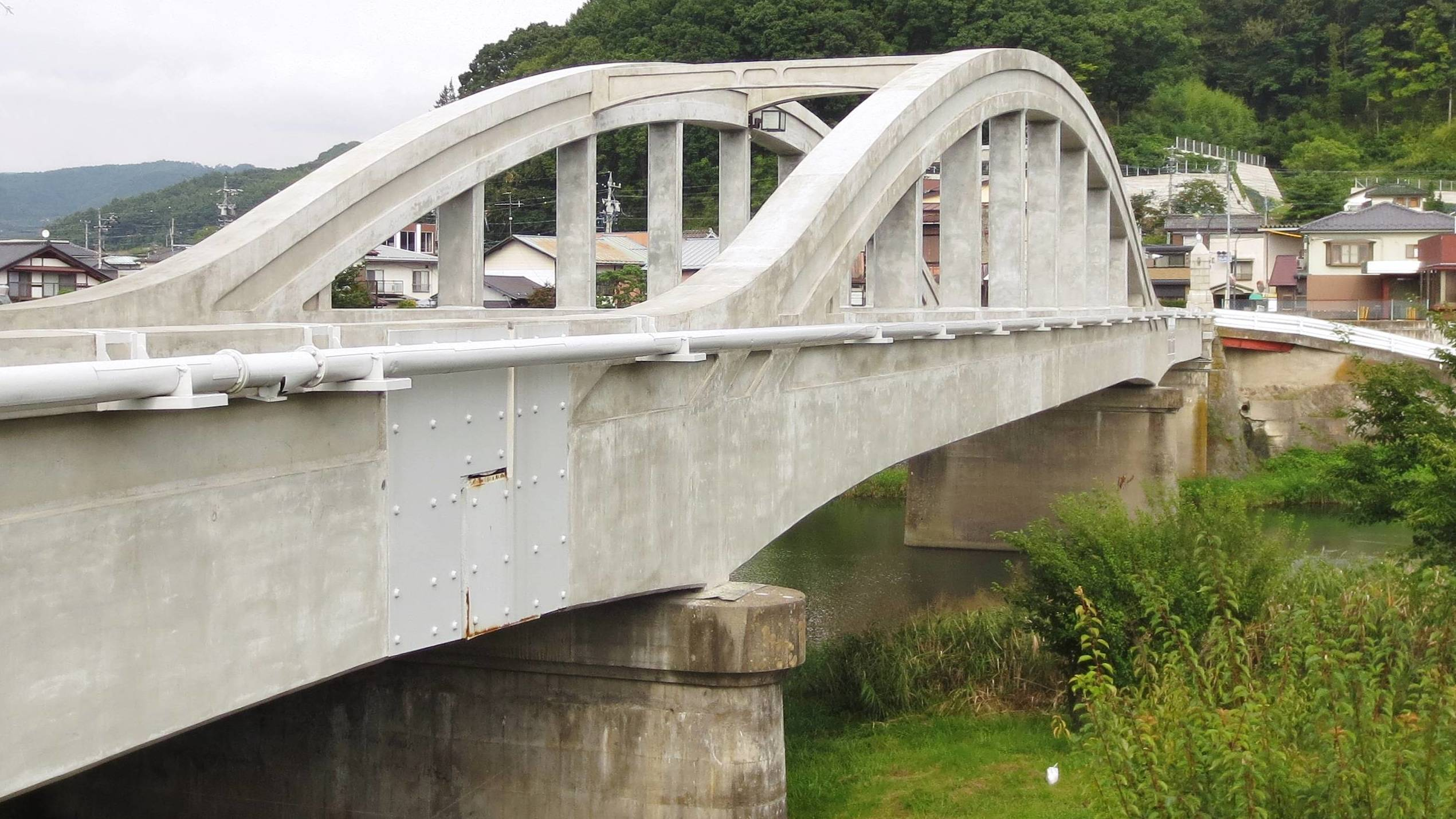
栄橋 - RCゲルバーローゼ桁+RC桁橋
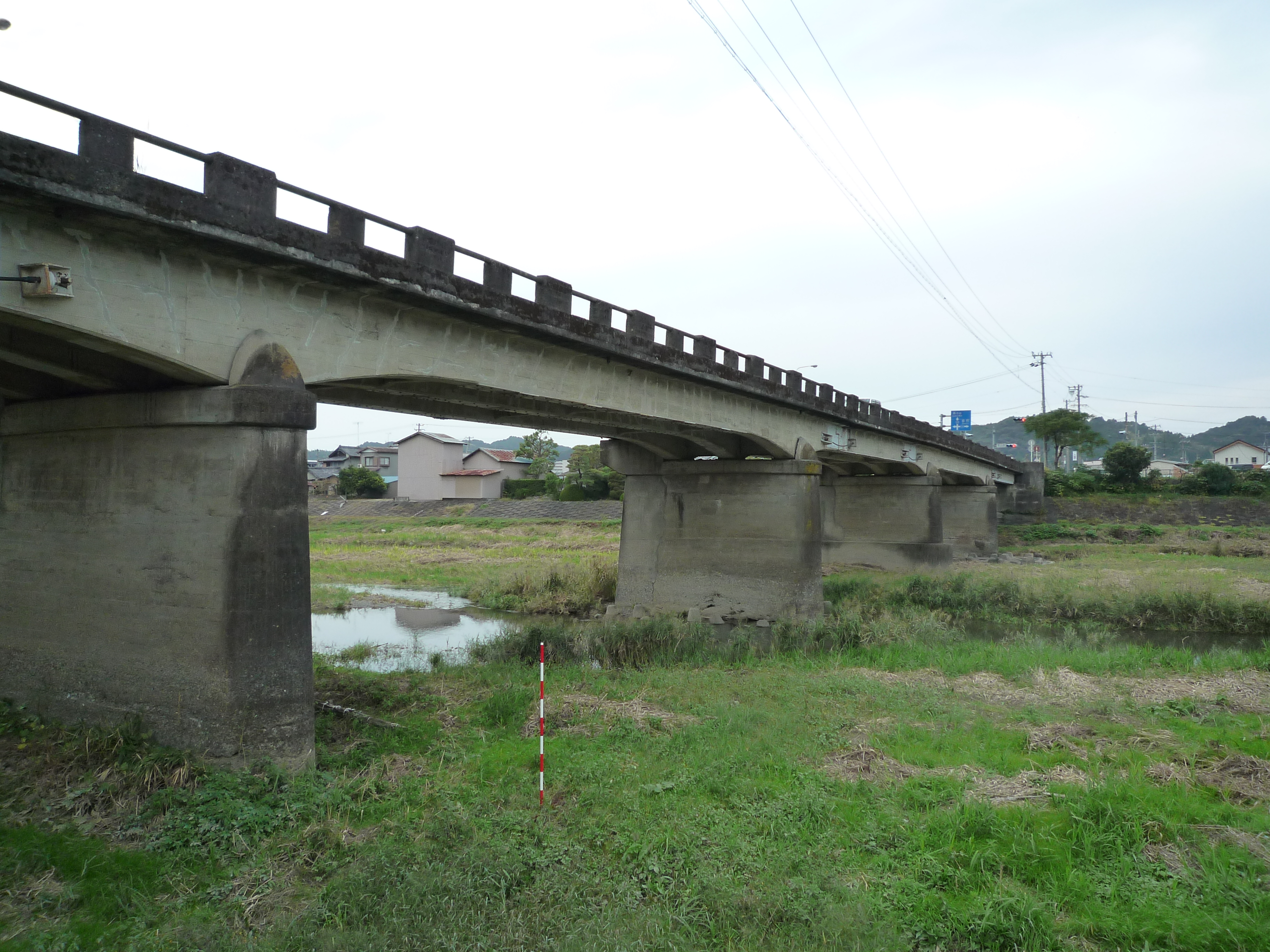
森川橋（現存せず） - RCゲルバー桁橋